# 대한민국 형사소송법 제76조
대한민국 형사소송법 제76조는 소환장의 송달에 대한 형사소송법의 조문이다.

## 조문
제76조(소환장의 송달) ① 소환장은 송달하여야 한다.
②피고인이 기일에 출석한다는 서면을 제출하거나 출석한 피고인에 대하여 차회기일을 정하여 출석을 명한 때에는 소환장의 송달과 동일한 효력이 있다.
③전항의 출석을 명한 때에는 그 요지를 조서에 기재하여야 한다.
④구금된 피고인에 대하여는 교도관에게 통지하여 소환한다.  <개정 1963.12.13., 2007.6.1.>
⑤피고인이 교도관으로부터 소환통지를 받은 때에는 소환장의 송달과 동일한 효력이 있다.  <개정 1963.12.13., 2007.6.1.>

第76條(召喚狀의 送達) ① 召喚狀은 送達하여야 한다.
②被告人이 期日에 出席한다는 書面을 提出하거나 出席한 被告人에 對하여 次回期日을 定하여 出席을 命한 때에는 召喚狀의 送達과 同一한 效力이 있다.
③前項의 出席을 命한 때에는 그 要旨를 調書에 記載하여야 한다.
④拘禁된 被告人에 對하여는 교도관에게 通知하여 召喚한다.  <개정 1963.12.13., 2007.6.1.>
⑤被告人이 교도관으로부터 召喚通知를 받은 때에는 召喚狀의 送達과 同一한 效力이 있다.  <개정 1963.12.13., 2007.6.1.>

## 해설
소환장의 송달과 동일한 효력이 있는 경우
피고인이 기일에 출석한다는 서면을 제출한 때(제76조 제2항)
출석한 피고인에 대하여 차회 기일을 정하여 출석을 명한 때(제76조 제2항)
구금된 피고인이 교도관으로부터 소환통지를 받은 때(제76조 제4항 및 제5항)
법원의 구내에 있는 피고인에 대하여 공판기일을 통지한 때(제268조)

## 참고 문헌
- 손동권 신이철, 새로운 형사소송법(초판, 2013), 세창, 2013. ISBN 9788984114081

## 같이 보기
- 소환장